# Eurozine
Eurozine est un réseau de revues culturels européens basé à Vienne, affilié à plus de 90 journaux partenaires, de la même manière que de nombreuses revues associées ainsi que des institutions de presque la totalité des pays européens. Eurozine est également une presse en ligne publiant des articles originaux ainsi que des articles sélectionnés de ses journaux partenaires accompagnés de traductions supplémentaires dans l'une des principales langues européennes.
En fournissant un aperçu de toute l'Europe concernant les sujets et les débats actuels, Eurozine permet à un lectorat international de s'informer et facilite la communication ainsi que l'échange entre les auteurs et les intellectuels européens et mondiaux. Eurozine est une institution à but non lucratif, son siège est basé à Vienne et dirigé par le directeur général Filip Zielinski. Depuis novembre 2018, Réka Kinga Papp est la rédactrice en chef d'Eurozine. 

## Histoire
Eurozine émerge d'un réseau non officiel datant de 1983. Depuis ce temps-là, les rédacteurs de divers magazines culturels européens se réunirent une fois par an dans des villes européennes dans le but d'échanger leurs idées et leurs expériences. 
En 1995, la réunion se tint à Vienne. Le succès de celle-ci, dans laquelle de nombreux magazines d'Europe de l'est participèrent pour la première fois, ainsi que le développement rapide d'Internet, encouragèrent les rédacteurs à renforcer le réseau existant en le rendant virtuel et systématique. Eurozine a été établi en 1998. 
Actuellement, Eurozine héberge la "Réunion Européenne des Journaux Culturels" chaque année avec l'un de ses partenaires. 
Les magazines fondateurs d'Eurozine sont les suivants : Kritika & Kontext (Bratislava), Mittelweg 36 (Hambourg), Ord&Bild (Göteborg), Revista Crítica de Ciências Sociais (Coimbra), Transit - Europäische Revue (Vienne), Wespennest (Vienne).

## Journaux partenaires
(par pays, à février 2016)
Albanie
- Mehr Licht!
- Poeteka
- Symbol

Allemagne
- Blätter für deutsche und internationale Politik
- Gegenworte

- Merkur
- Mittelweg 36
- Osteuropa
- Polar

Autriche
- Dérive
- L'Homme
- Springerin
- Wespennest
- Transit

Belgique
- A Prior Magazine
- La Revue nouvelle

Biélorussie
- Arche
- Dziejaslou
- pARTisan

Bosnie-Herzégovine
- Sarajevo Notebook

Bulgarie
- Critique & Humanism

Croatie
- Frakcija
- Nova Istra

Danemark
- Lettre International
- Passage

Espagne
- L'Espill
- Letras Libres

Estonie
- Akadeemia
- Vikerkaar

Finlande
- Nuori Voima
- Ny Tid (Finland)

France
- Esprit
- Multitudes
- Sens public

Grèce
- Intellectum

Hongrie
- 2000
- Magyar Lettre International

Italie
- Il Mulino
- Lettera internazionale
- Reset

Lettonie
- Rigas Laiks
- Studija

Lituanie
- Kulturos barai

Macédoine du Nord
- Roots

Norvège
- Le Monde diplomatique
- Samtiden
- Syn og Segn
- Vagant

Pologne
- Krytyka Polityczna
- Kultura Liberalna
- New Eastern Europe
- Res Publica Nowa

Portugal
- Artistas Unidos Revista
- Revista Crítica de Ciências Sociais

Roumanie
- Dilema veche

Royaume-Uni
- Index on Censorship
- Mute
- New Humanist
- Soundings

Russie
- Neprikosnovennij Zapas
- New Literary Observer

Serbie
- Belgrade Journal of Media and Communications
- Beton
- Genero

Slovaquie
- Kritika & Kontext

Slovénie
- Dialogi
- Razpotja
- Sodobnost

Suède
- Arena
- Fronesis
- Glänta
- Ord och Bild

Tchéquie
- A2
- Host
- Revolver Revue
- RozRazil

Turquie
- Cogito
- Varlik
- K24

Ukraine
- Krytyka
- Prostory
- Spilne